# Кунибики-синва
Кунибики-синва (яп. 国引き神話, «миф о притягивании земли») — японский миф, встречающийся в анналах Идзумо фудоки. Миф описывает увеличение края Идзумо богом Яцукамидзу-омицуно-но-микото.
Согласно преданию, бог Яцукамидзу-омицуно-но-микото сказал: «Страна облаков (Идзумо)… юная страна, узкая, как полоска полотна. Она была создана маленькой, поэтому мне хотелось бы присоединить к ней [другие земли]. Если взглянуть на мыс Мисаки в стране Сираги, … то видишь, что мыс этот — лишний», после чего заступом отрубил эту землю, набросил на неё верёвку и притянул и начал тянуть ее «беря и перебирая веревку руками и приговаривая: „Земля, иди сюда, земля, иди сюда!“», пока не притянул к Идзумо; эта земля «стала [морским побережьем], и там, где была излучина Кодзу, образовался мыс Кидзуки многоземельный. А крепко вбитый в землю кол, [к нему была привязана веревка, за которую бог тянул землю], стал границей между провинциями Ивами и Идзумо. И [теперь] там стоит гора Сахимэ. А веревка, за которую бог тянул землю, превратилась в длинное морское побережье Соно». Таким же образом земля Саки (Оки) была притянута и стала краем Сада, земля Ёнами (Оки) стала краем Курами, а земля Цуцу (Коси) — краем Михо.
Страной Сираги в мифе называют восток королевства Силла, а мыс Кидзуки — западная оконечность полуострова Симане, рядом с которой расположено святилище Идзумо тайся (изначально святилище называлось Кидзуки-оясиро и являлось местом почитания Яцукамидзу-омицуно). Гора Сахимэ — нынешняя гора Осамбесан, а побережье Соно — пляж Соно-но-Нагахама на западе города Идзумо.
Данный миф связан с деятельностью племён северо-западного побережья Хонсю — рыбаков и мореходов, плававших в Японском море вплоть до берегов Кореи.
По мнению К. А. Попова, миф отражает расширение владений племени Идзумо за счёт захвата территорий других племён и набегов на Корейский полуостров.
По некоторым предположениям, этот миф отражает древние географические изменения, когда в результате накопления наносов реки Хии полуостров Симане соединился с краем Идзумо (то есть с островом Хонсю).